# Ботанический сад США

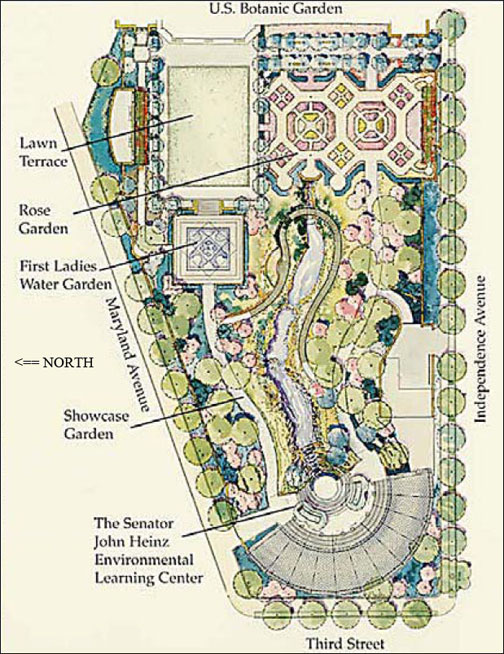
План сада

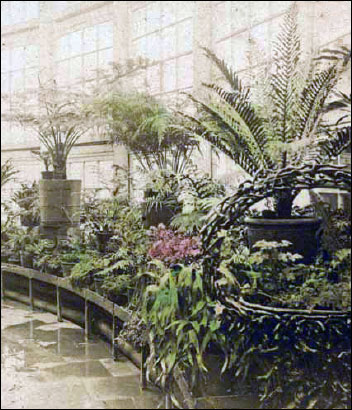
Оранжерея пальм «Palm House», 1870

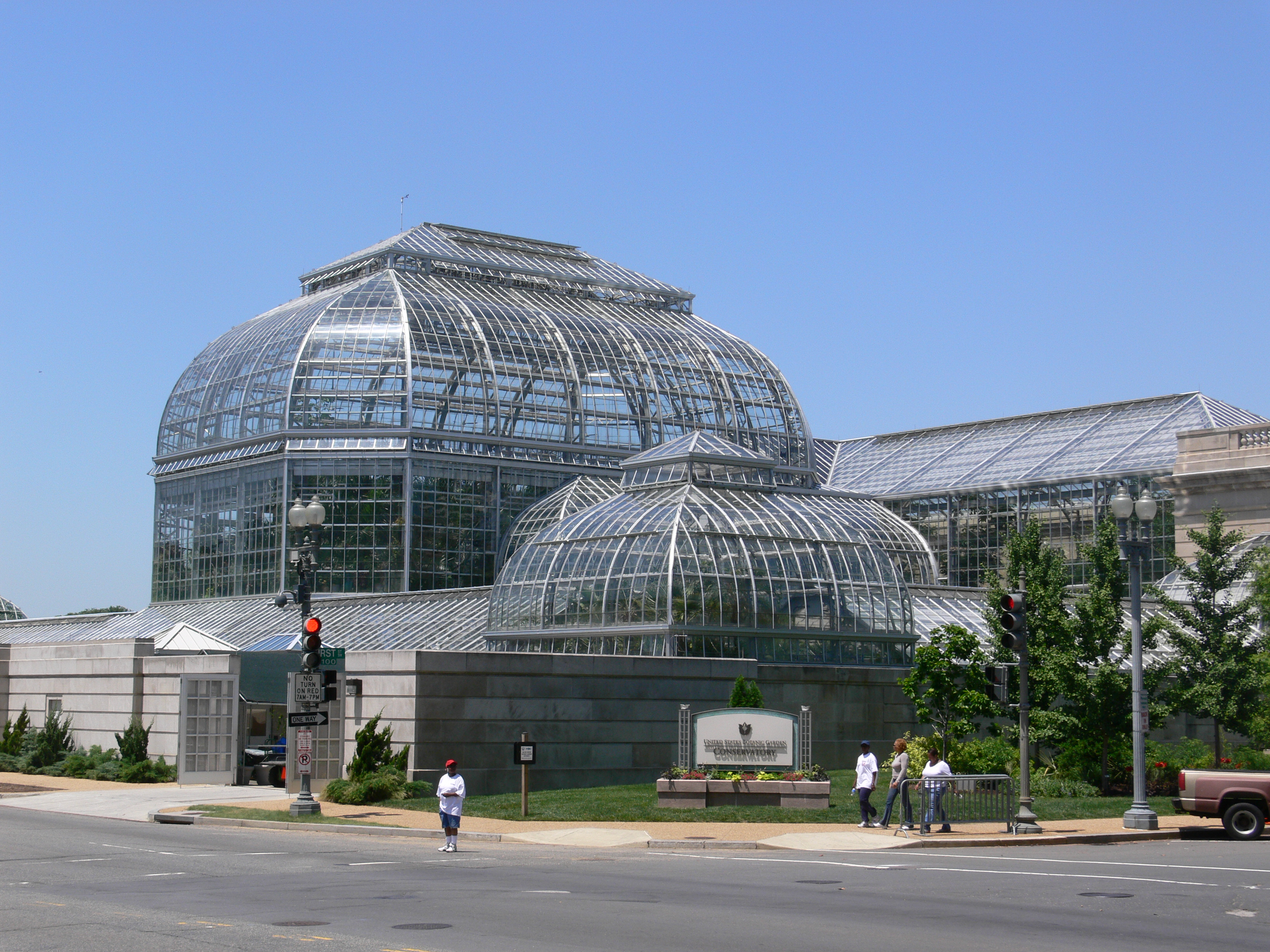
Главное здание — The Conservatory, состоящее из 8 застеклённых оранжерей общей площадью 28 944 кв. футов

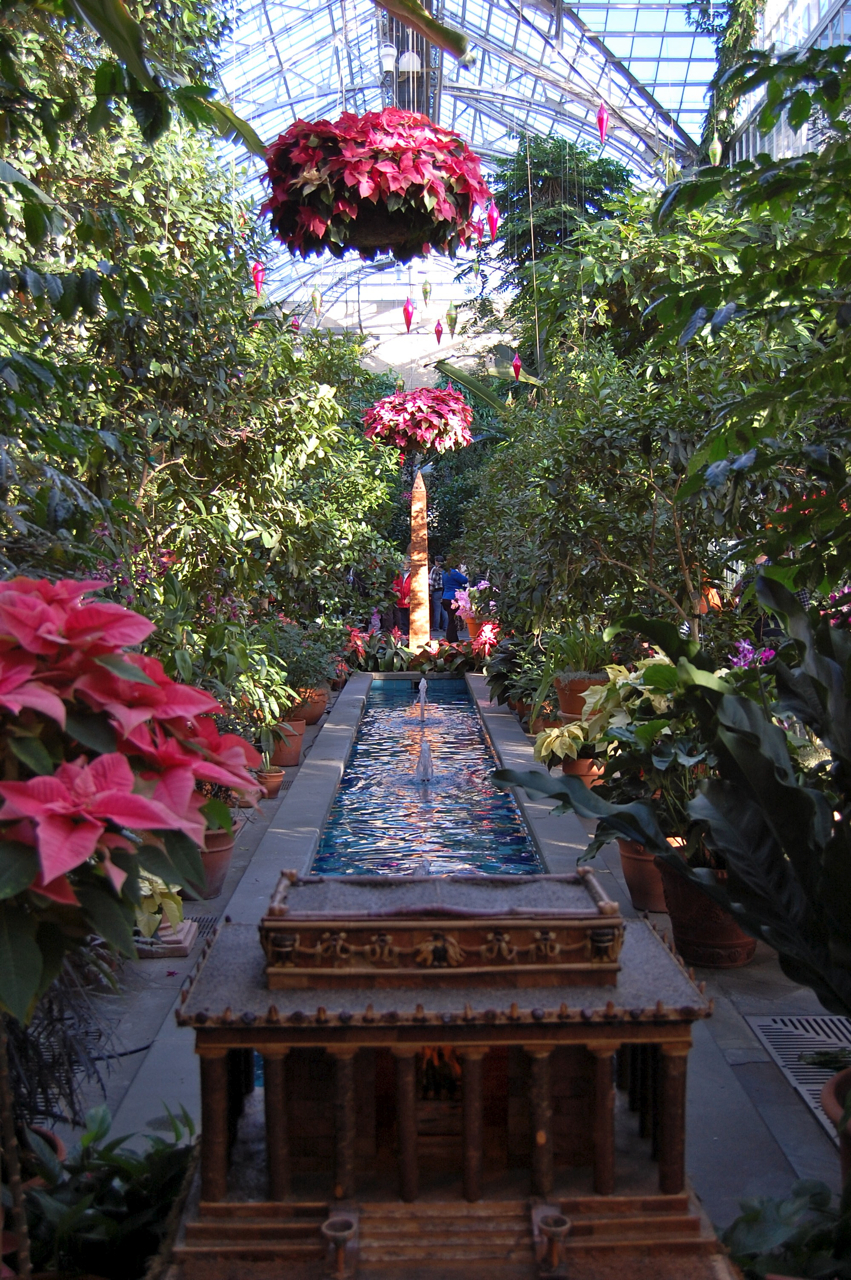
Одна из оранжерей Ботанического сада США

Ботанический сад США (англ. United States Botanic Garden, USBG) — ботанический сад в окрестностях Капитолия в Вашингтоне. Относится к федеральным Вспомогательным агентствам при Конгрессе США. Открыт в 1820 году (формально основан в 1850 году).
Посещаемость составляет 750 000 человек в год. Это старейший постоянно действующий ботанический сад в Соединенных Штатах.

## История
Первые попытки создания ботанического сада в столице США были предприняты в 1816 году по инициативе Колумбийского института продвижения наук и искусств. Идея создания ботанического сада в Вашингтоне также была поддержана Вашингтонским ботаническим обществом (Washington Botanical Society), организованном в 1817 году, многие члены которого были также и членами Columbian Institute, однако это общество распалось в 1826 году.
В 1820 году Президент США Джеймс Монро выделил 5 акров земли для создания «национальной оранжереи». Доктор Эдуард Катбуш, основатель и первый президент Колумбийского института, был одним из самых первых участников общественной кампании по созданию репозитория растений и видел потребность в существовании ботанического сада как места, «где различные семена и растения могли бы быть выращены, и распределены по другим частям США».
Выбранное для создания ботанического сада место первоначально было болотистой землёй и располагалось рядом со Смитсоновским музеем всего в 80 футах от Капитолия. Эта земля расположена между Первой и Третьей улицами и Пенсильвания- и Мэриленд-авеню в восточной половине Капитолийского холма. Данный участок первоначально принадлежал шотландскому фермеру Дэвиду Бёрнсу (David Burnes), который был собственником многих земель города Вашингтона.
Активная рекламная кампания по созданию нового ботанического сада была успешной; семена в него доставлялись со всех концов света, включая такие отдалённые регионы, как Бразилия и Китай. В 1824 году под редакцией William Elliot был подготовлен первый список растений сада — List of Plants in the Botanic Garden of the Columbian Institute. В нём упоминалось более чем 458 растений, выращиваемых там в то время.
Большая часть земель ботанического сада Колумбийского института стала в итоге Ботаническим садом США, основанном в 1850 году, то есть спустя 13 лет после закрытия этого института. В 1867 году Конгресс США выделил деньги на постройку первой оранжереи. Главное здание оранжереи имело 30 футов в длину с домом высотой в 60 футов. На выбранном участке находились несколько исторических деревьев, например дуб Crittenden Oak, на месте которого выступал политик и прокурор Джон Дж. Криттенден с целью предотвратить Гражданскую войну, вяз Beck-Washington Elm (рос до 1948 года), который лично выращивал Джордж Вашингтон, и под которым он наблюдал за строительством Капитолия.
В 1933 году ботанический сад был перемещен в его нынешнее месторасположение на Нэшнл Молл к юго-западу от Капитолия, между Мэриленд-авеню на севере, Первой улицей на востоке, Авеню Независимости на юге, и Третьей улицей на западе. Поперёк Авеню Независимости расположен Парк Бартольди (Bartholdi Park), где находится здание администрации сада. Ботанический сад занимается просвещением, образовательными мероприятиями в области экологии, садоводства и ботаники. Среди достопримечательностей ботанического сада: Сад роз, Сад бабочек, Сад Первой леди, Lawn Terrace, амфитеатр и др.
В настоящее время в Ботаническом саду США произрастает около 60 000 растений, некоторым из которых более 165 лет. Ботанический сад располагает крупнейшим в США оранжерейным комплексом «Production Facility» (Anacostia, Вашингтон). Он был открыт в 1994 году и включает 85,000 кв. футов стеклопокрытой площади из 34 оранжерей 16 различных природных зон.

## Галерея

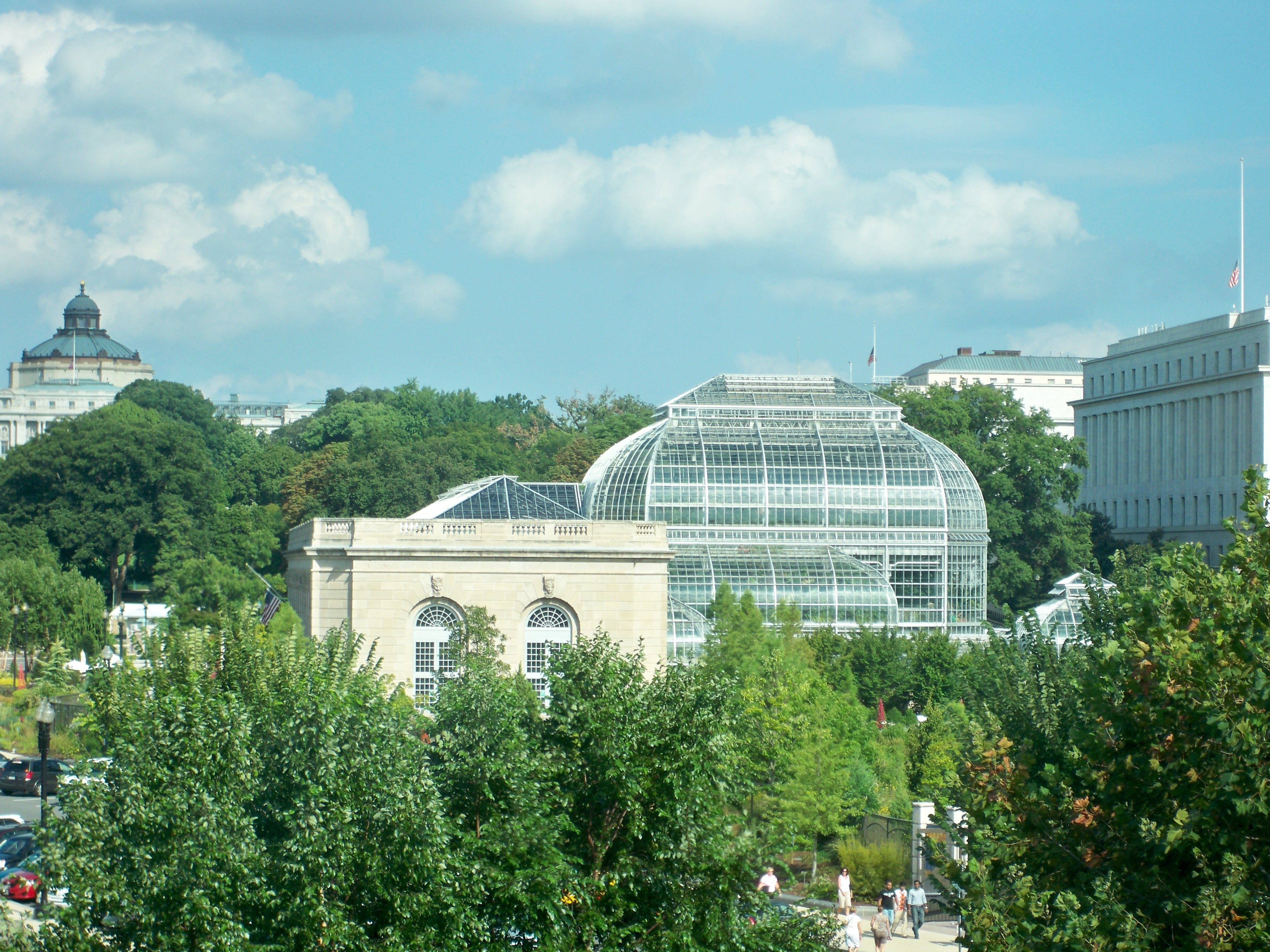
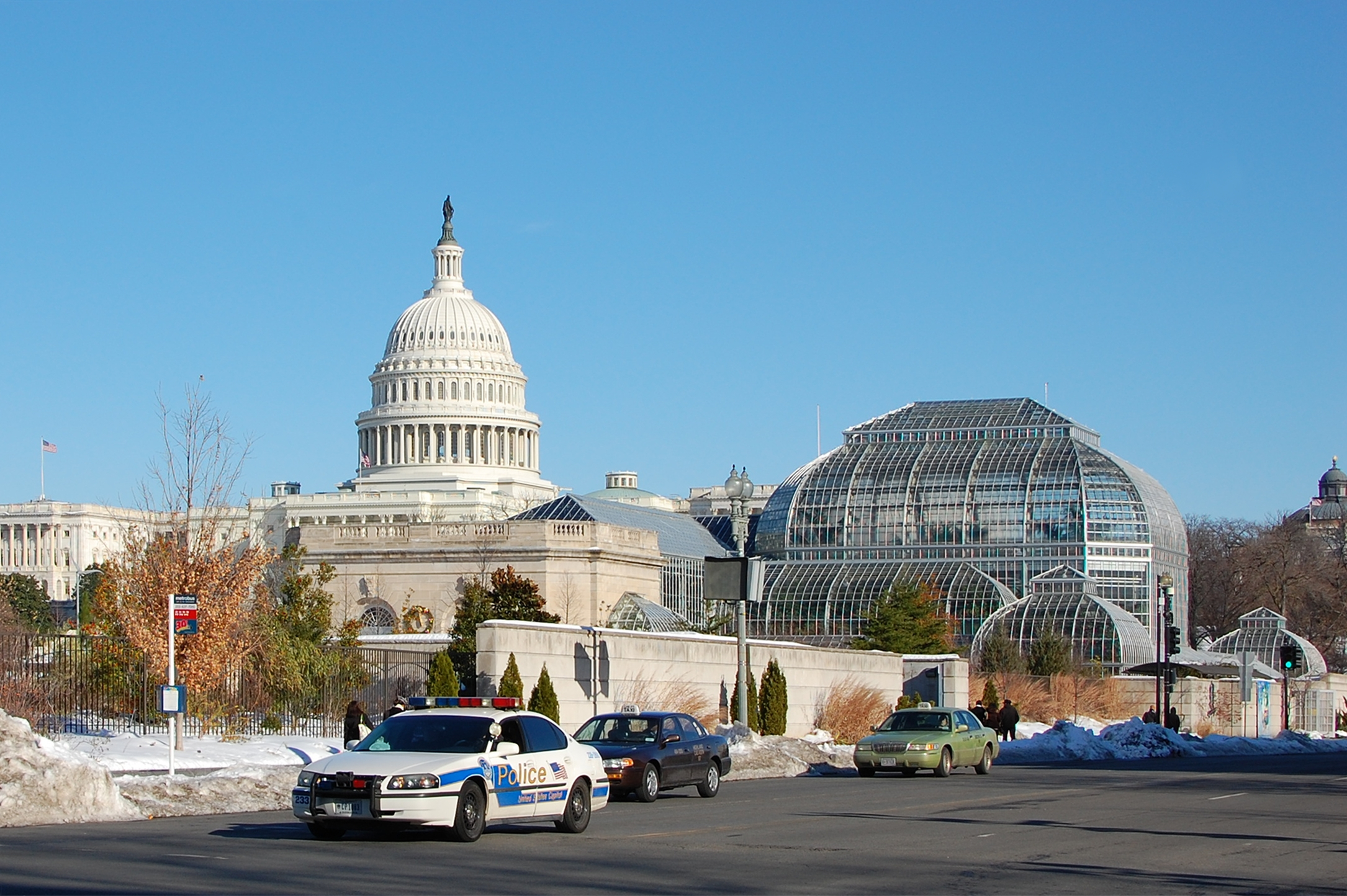
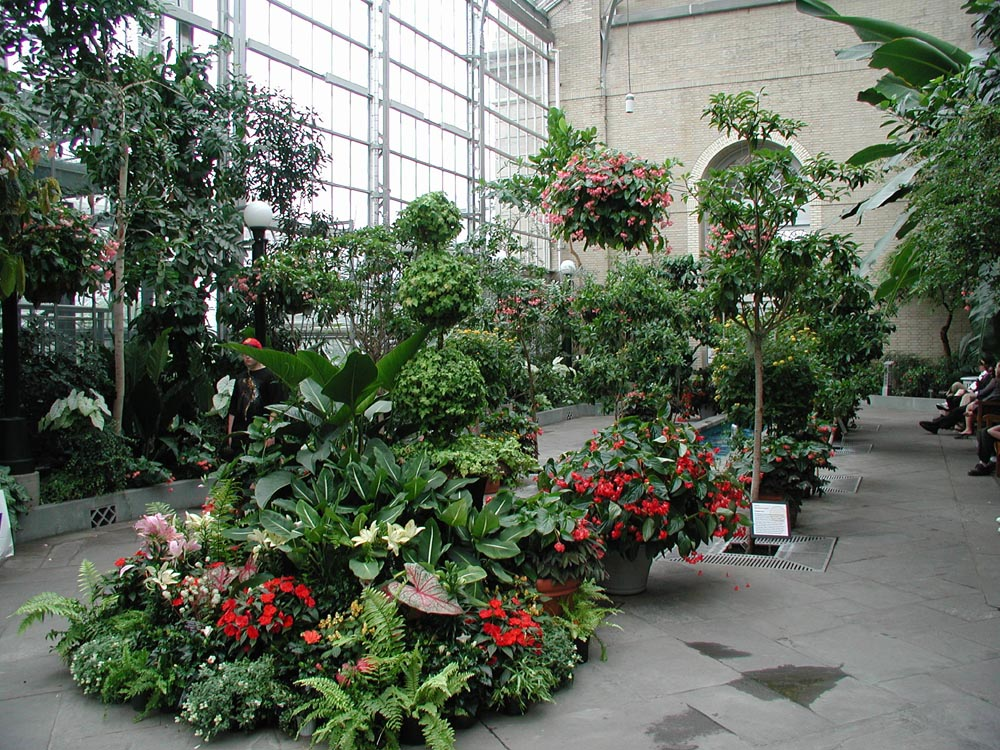
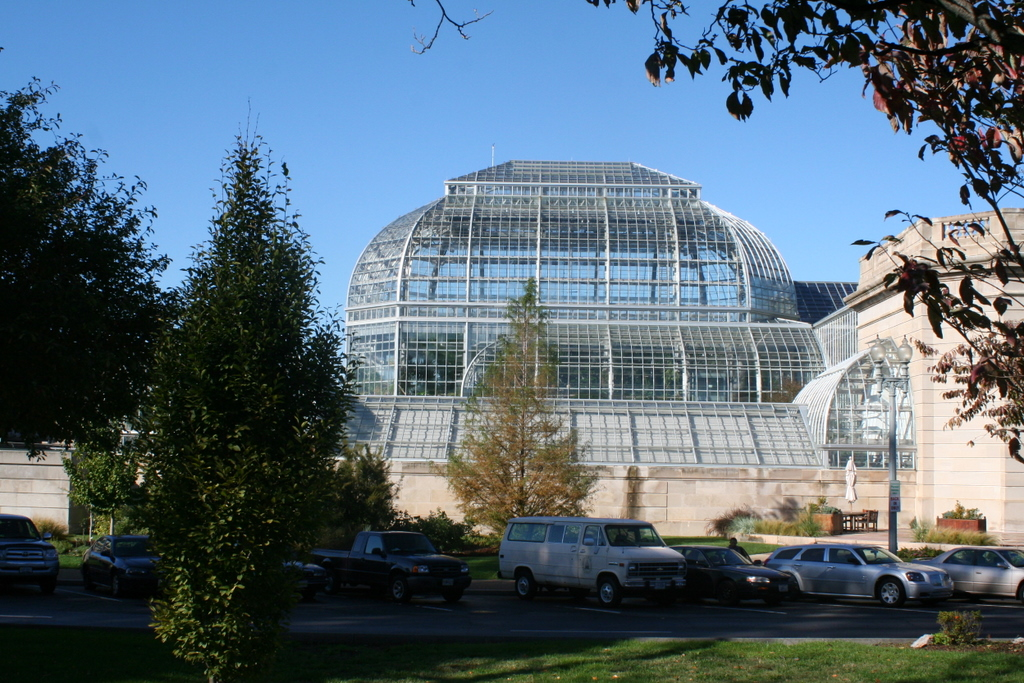
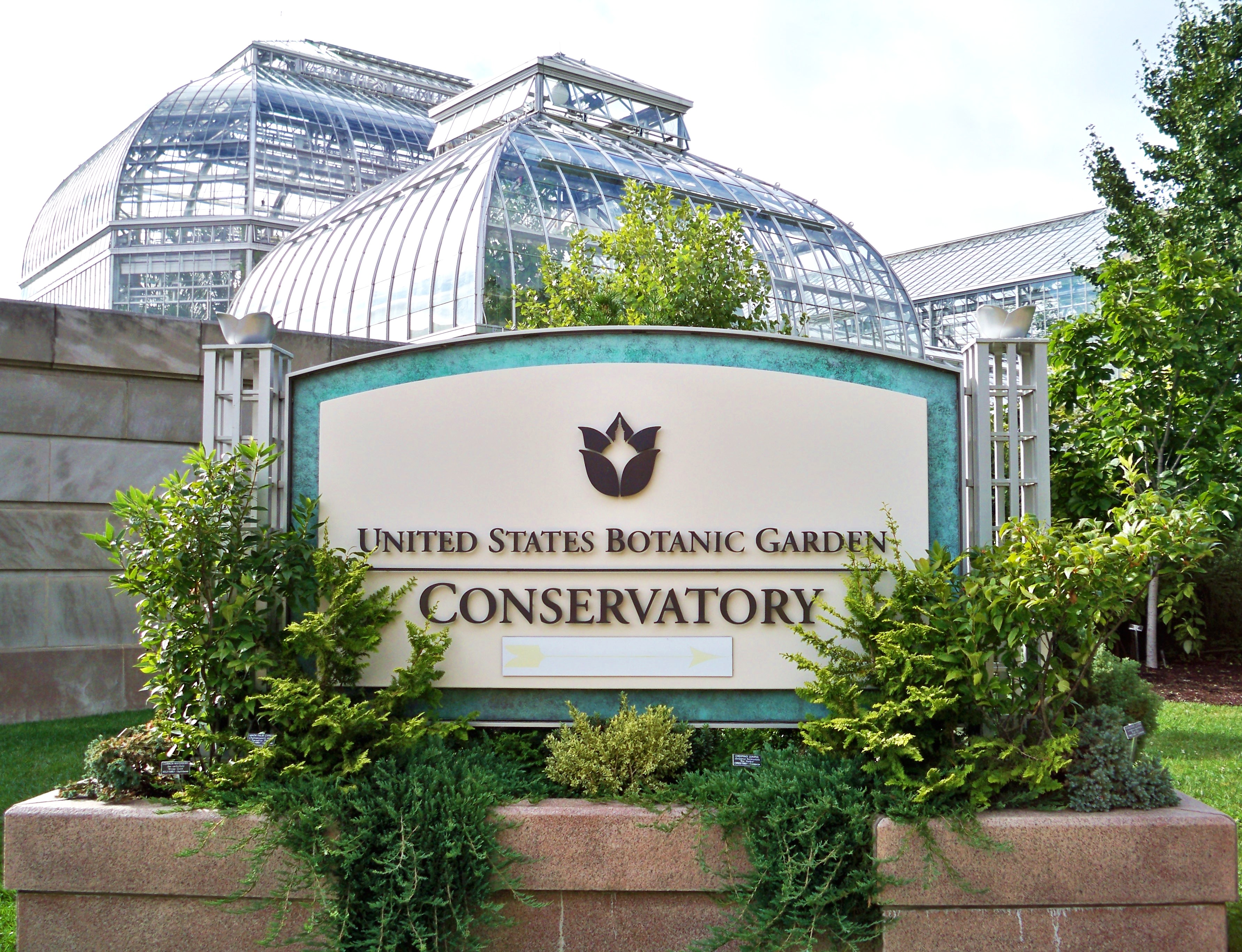
Вход в Ботанический сад
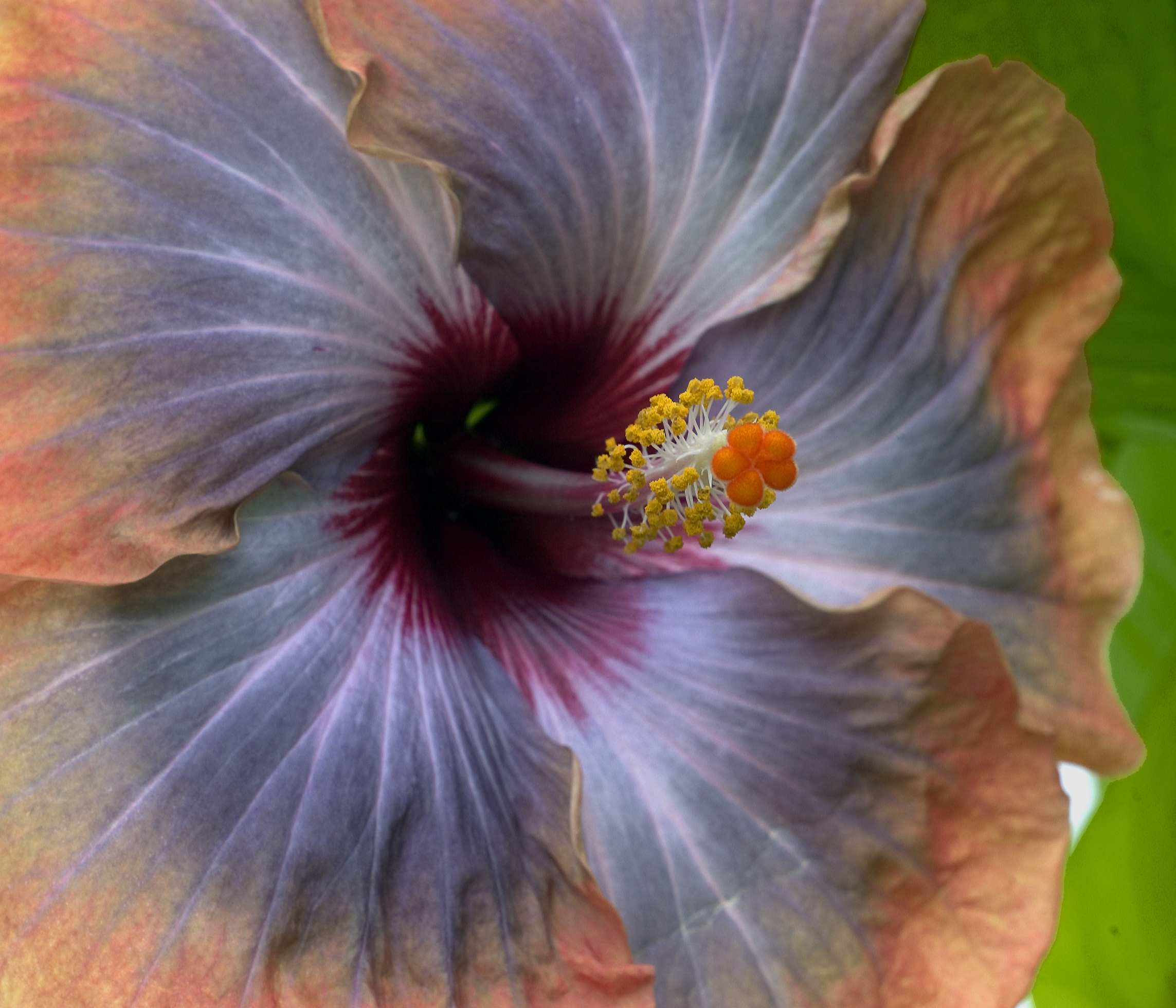
Цветок гибискуса
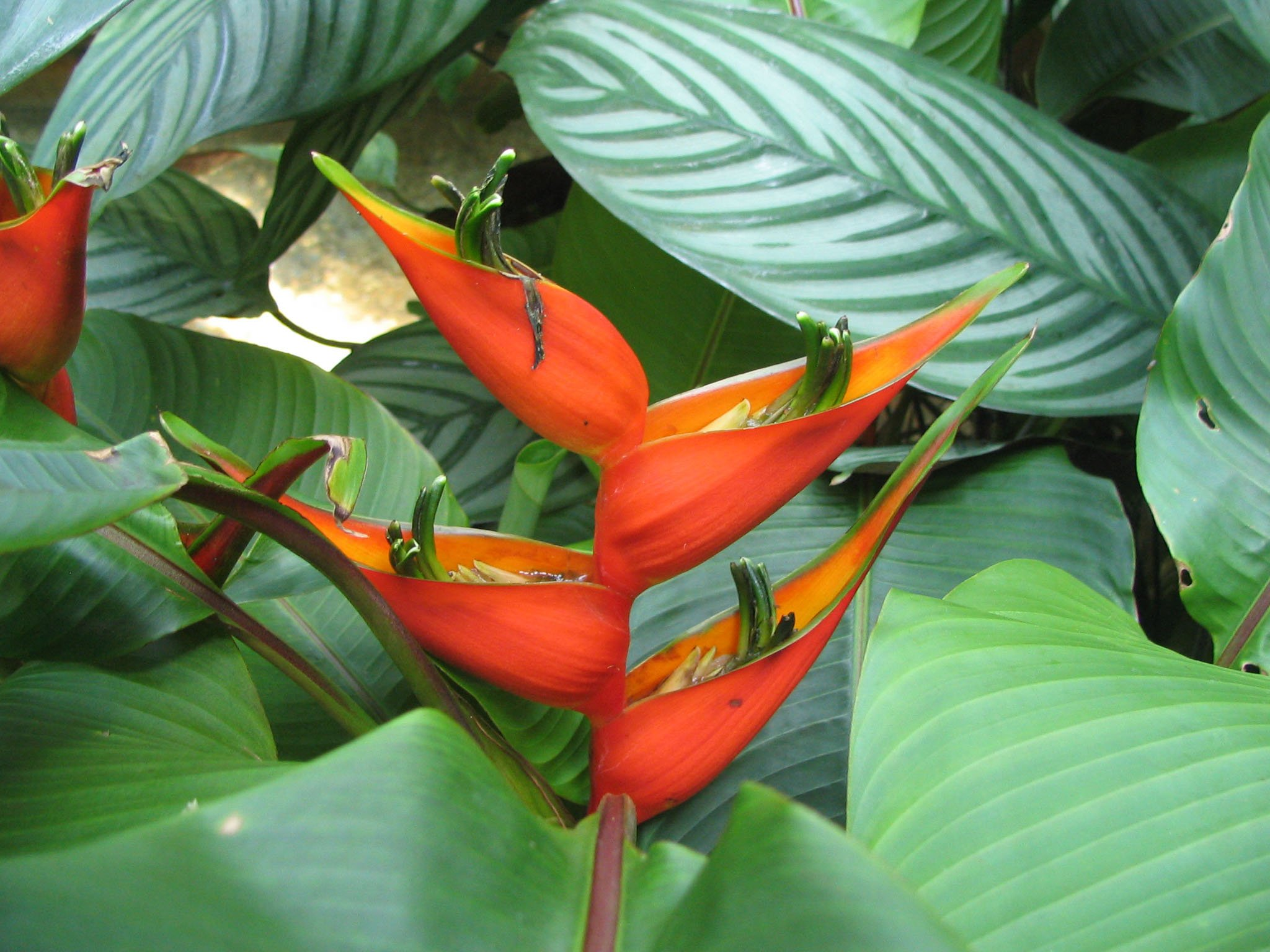
Heliconia stricta
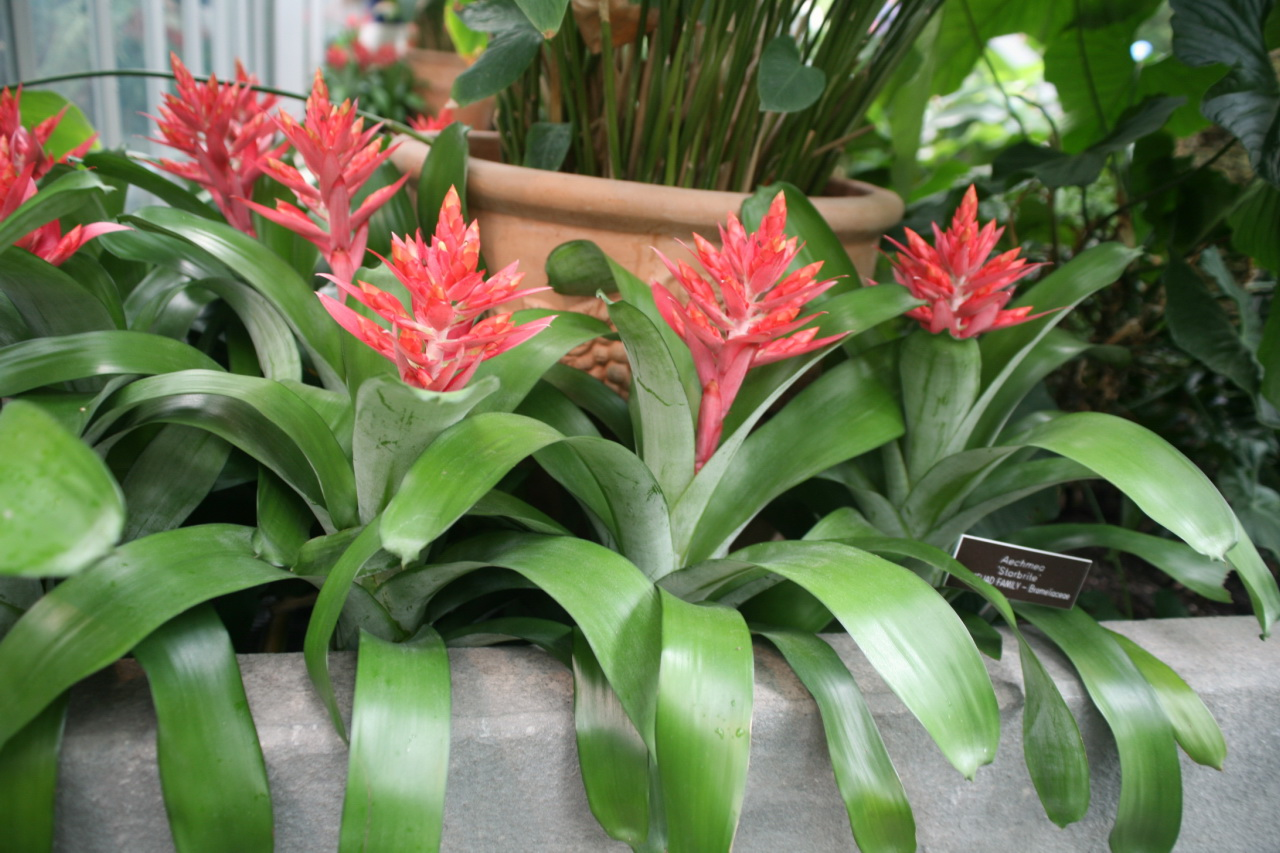
Эхмея сорта 'Starbrite'